# ستار كرافت 2: هارت أوف ذا سوارم
ستار كرافت 2: هارت أوف ذا سوارم (بالإنجليزية: StarCraft II: Heart of the Swarm)‏ هي لعبة فيديو خيال علمي أكشن تم إنتاجها في سنة 2013 تم تطويرها وإنتاجها من قبل شركة بليزارد إنترتينمنت وقد تم إنتاج لعبة ستار كرافت 3: ليغاسي أوف ذا فويد كجزء آخر لها.

## روابط خارجية
- ستار كرافت 2: هارت أوف ذا سوارم على موقع IMDb (الإنجليزية)
- ستار كرافت 2: هارت أوف ذا سوارم على موقع أول موفي (الإنجليزية)